# 巴西帕爾馬斯FR球隊班機空難
巴西帕爾馬斯FR球隊班機空難是一次發生於2021年1月24日的空難。

## 飛機
本次發生空難的飛機是比奇飛機公司的“比奇男爵”，註冊號為PT-LYG

## 事故過程
事故發生在2021年1月24日上午8時15分左右。
目擊者的報告表明，與地面的碰撞是在嘗試起飛後數秒，隨後發生爆炸。

## 遇難者
巴西足球俱樂部帕爾馬斯球隊總裁盧卡斯·梅拉（Lucas Meira）以及球員盧卡斯·普拉克西德斯（Lucas Praxedes），吉列爾梅·諾爾，拉努爾和馬庫斯·莫利納里，以及機長小瓦格納·馬查度（葡萄牙語：Wagner Machado Júnior）均在飛機墜毀後喪生。